# Чарлі О'Коннелл
Чарльз (Чарлі) О'Коннелл (англ. Charles 'Charlie' O'Connell; нар. 21 квітня 1975) — американський актор і ведучий реаліті-шоу. Відомий своєю появою в серіалі «Холостяк», а також у кількох проєктах за участю свого старшого брата Джеррі О'Коннелла, включаючи головну роль Коліна Мелорі в 4-му сезоні науково-фантастичного телесеріалу «Вир світів».

## Біографічні відомості
Чарльз О'Коннелл народився в Нью-Йорку, штат Нью-Йорк, в сім'ї Лінди (уродженої Вітковскі), вчительки мистецтва, і Майкла О'Коннелла, арт-директора рекламного агентства. Його дід по материнській лінії, Чарльз С. Вітковський, був мером Джерсі-Сіті, штат Нью-Джерсі. Має наполовину ірландське, на чверть італійське та на чверть польське походження. О'Коннелл зіграв у невеликих ролях у таких фільмах як «Чувак, де моя машина?» і «Крутий хлопець», останній з яких також був спільним із його братом Джеррі. Він отримав більшу популярність, коли з'явився разом зі своїм братом у «Вирі світів», а потім у сьомому сезоні реаліті-серіалу «Холостяк», між березнем та травнем 2005 року. У двох епізодах «Розслідування Джордан» під назвою «Sunset Division» (сезон 2) і «Skin and Bone» (сезон 4) він зіграв екранного брата персонажа свого брата, детектива Вуді Хойта.

## Фільмографія

### Телебачення
- VIP (1998) — Джиммі («Val Got Game»)
- Зої, Дункан, Джек і Джейн (1999) — Джонні Ґоттліб («Коли Зої зустріла Джонні»)
- Вир світів (1996—1999) — Кіт Річардс / Офіцер О'Хара / Колін Мелорі
- Пустка (1999) — Бармен («Найкращі плани»)
- Без сліду (2004) — Адвокат («Яструби та ножівки»)
- Розслідування Джордан (2003—2005) — Келвін («Skin and Bone» і «Sunset Division»)
- Холостяк (2005) — сам (7 сезон)
- Love, Inc. (2006) — Ерік («Fired Up»)
- Бар Карма (2011) — Стів («Чесний улов»)
- Фатальна жінка (2011) — Джей Рома («Girls Gone Dead», «Visions, Part 1» і «Visions, Part 2»)
- Рід між рядками (2011) — Корі («Поговоримо про страшні гроші»)
- The Haunted Hathaways (2014) — Wrong Viking («Вікінг з привидами»)

### Фільми
- Жорстокі ігри (1999) — Корт Рейнольдс
- Чарівники (2000) — Майкл ДеВейн (телефільм)
- Чувак, де моя машина? (2000) — Томмі
- Видобуток диявола (2001) — Девід
- Крутий хлопець (2002) — Чарлі
- Поцілунок нареченої (2002) — Джої
- Kraken: Tentacles of the Deep (2006) — Рей (телефільм)
- Атака двоголової акули (2012) — професор Франклін Бабіш
- Ніч пустот (2013) — Воля
- Невдалі чари (2013) — Бакстер Рендольф
- Хафф (2013) — Хафф
- Секс, шлюб і невірність (2015) — Олівер
- Каррі на американській тарілці (2017) — Боб
- Інсценізований вбивця (2019) — Роберт